# Krzywonosy (rejon postawski)
Krzywonosy – dawny folwark. Tereny, na których był położony, leżą obecnie na Białorusi, w obwodzie witebskim, w rejonie postawskim, w sielsowiecie Komaje.

## Historia
W czasach zaborów zaścianek w gminie Kobylnik, w powiecie święciańskim, w guberni wileńskiej Imperium Rosyjskiego. W 1866 roku liczył 15 mieszkańców w 2 domach. W 1905 roku liczył 11 mieszkańców, 80 dziesięcin, własność Cybulskich.
Po I wojnie światowej pod administracją polską, w Zarządzie Cywilnym Ziem Wschodnich. W latach 1920–1922 w składzie Litwy Środkowej.
Od 11 kwietnia 1922 folwark leżał w Polsce, w województwie wileńskim, w powiecie święciańskim, od 1926 roku w powiecie postawskim, w gminie Kobylnik.
W 1931 w 2 domu zamieszkiwało 29 osób.
Wierni należeli do parafii rzymskokatolickiej w Kobylniku. Miejscowość podlegała pod Sąd Grodzki w Miadziole i Okręgowy w Wilnie; właściwy urząd pocztowy mieścił się w Kobylniku.
W 1938 roku miejscowość należała do gromady Jakowicze gminy Kobylnik.